# Лещук, Вячеслав Михайлович
Вячеслав Михайлович Лещук (укр. В'ячеслав Михайлович Лещук; род. 24 декабря 1951, Белгород-Днестровский, Измаильская область) — советский футболист, защитник, полузащитник, украинский футбольный функционер и тренер. Мастер спорта СССР (с 1974 г.).
Воспитанник ДЮСШ Белгорода-Днестровского, первый тренер — Э. Штейнберг. В 1969—1970 годах играл в дубле одесского «Черноморца». Армейскую службу проходил в рядах «Динамо» Хмельницкий во второй лиге в 1971—1972 годах. Оставшуюся карьеру провёл в «Черноморце» (1973—1983), с которым связал свою дальнейшую спортивную судьбу: с августа 1983 по 1985 и с 1989 по 1991 был начальником команды, в 1992—1995 — президентом. С 2008 — спортивный директор и тренер.
Бронзовый призёр Спартакиады народов СССР 1979.
Окончил юридический факультет Одесского государственного университета имени Мечникова. В 1986—1988 годах работал на судах ЧМП помощником капитана. С 1995 года работает в представительстве иностранной компании.
13 сентября 2014 г. на аллее славы ФК «Черноморец» (Одесса) были открыты четыре новые именные плиты, одна из которых посвящена Вячеславу Лещуку.

## Семья
Сын Вадим также стал профессиональным футболистом

## Достижения
- В составе одесского «Черноморца» бронзовый призёр чемпионата СССР 1974 года.
- В 1978 году вошёл в список 33 лучших футболистов СССР под № 3.
- В составе сборной УССР в 1979 году стал бронзовым призёром Спартакиады народов СССР.
- В списках лучших футболистов УССР[укр.] (4x): 1974, 1975, 1977, 1978.